# Euphorbia crebrifolia
Espèce
Statut de conservation UICN

 LC  : Préoccupation mineure
Euphorbia crebrifolia est une espèce de plantes à fleurs de la famille des Euphorbiacées présente au Mozambique et au Zimbabwe.